# Римела
Римѐла (на италиански: Rimella; на пиемонтски: Rimela) е село и община в Северна Италия, провинция Верчели, регион Пиемонт. Разположено е на 1176 m надморска височина. Населението на общината е 133 души (към 2014 г.).